# Karl Elze
Karl Elze, född 22 maj 1821, död 21 januari 1889, var en tysk litteraturhistoriker.
Elze var professor vid universitetet i Halle. Han utgav engelska dramer från elisabethanska tiden och verkade särskilt för kunskapen om Shakespeare och Byron. Bland hans verk märks W. Shakespeare (1876) och Lord Byron (3:e upplagan 1886).